# عمارة أموية

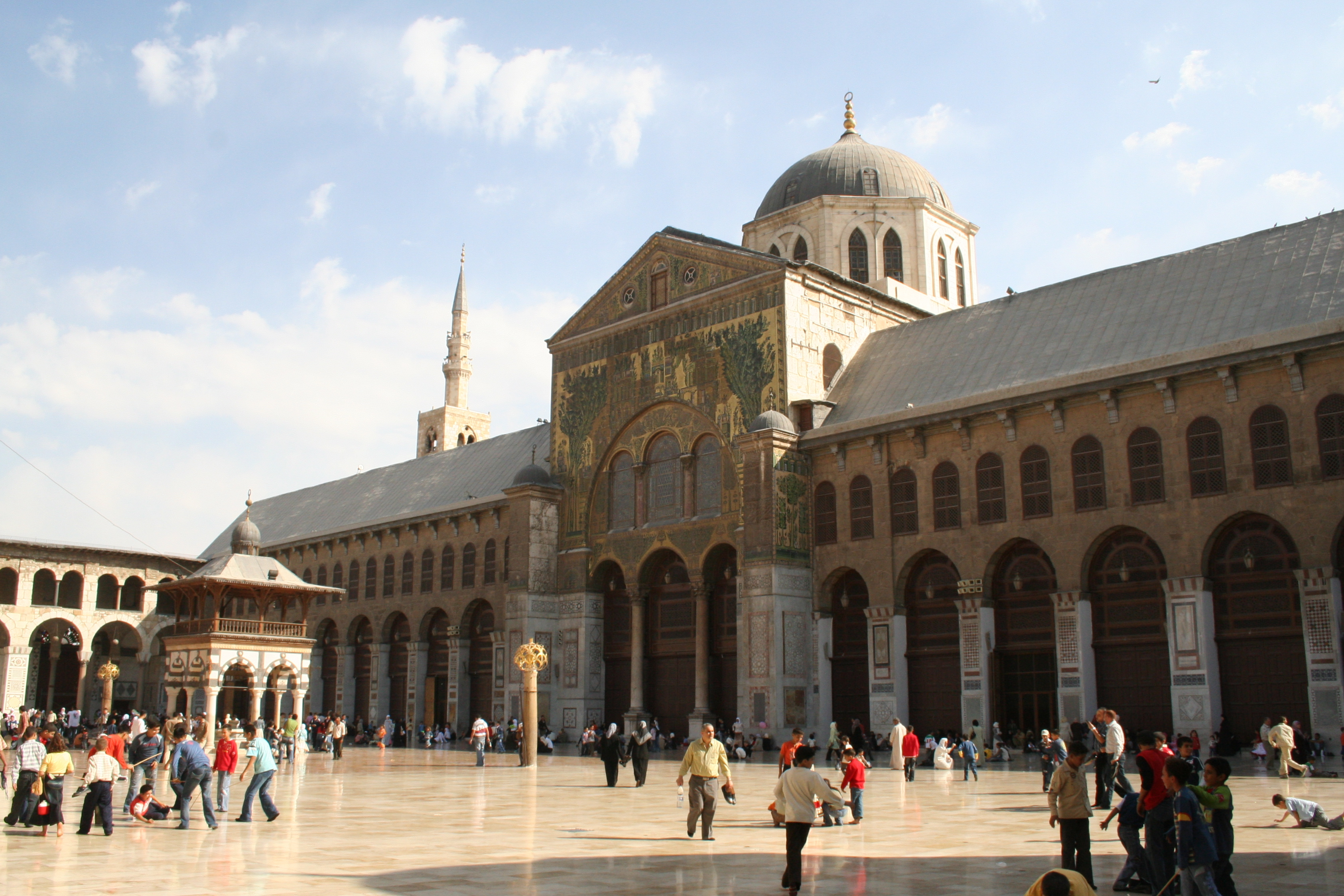
جامع بني أمية الكبير في دمشق، أحد أبرز الأمثلة على العمارة الأموية.

العمارة الأموية هي طراز معماري امتاز بكونه الطراز المميزة الأول في تاريخ الإسلام ساد خلال عصر الدولة الأموية، منذ عام 40 إلى 132 هـ. نشأ الفن الإسلامي في عصر بني أمية، وكان الطراز الأموي - الذي ينسب إليهم - أول الطرز أو المدارس في الفن الإسلامي.
فطبيعة الحياة والظروف التي أحاطت بعصر النبي محمد وعصر الخلفاء الراشدين لم تهيئ للمجتمع الإسلامي حينئذ أن يكون مرتعاً خصباً لفن يترعرع بينهم ويتطبع بطابعهم، فلما جاءت الفتوحات الإسلامية وامتدت الدولة الإسلامية واتسع نطاقها واختلط العرب بأمم ذات حضارة مزهية أثروا في هذه الأمم كما تأثرت بهم.

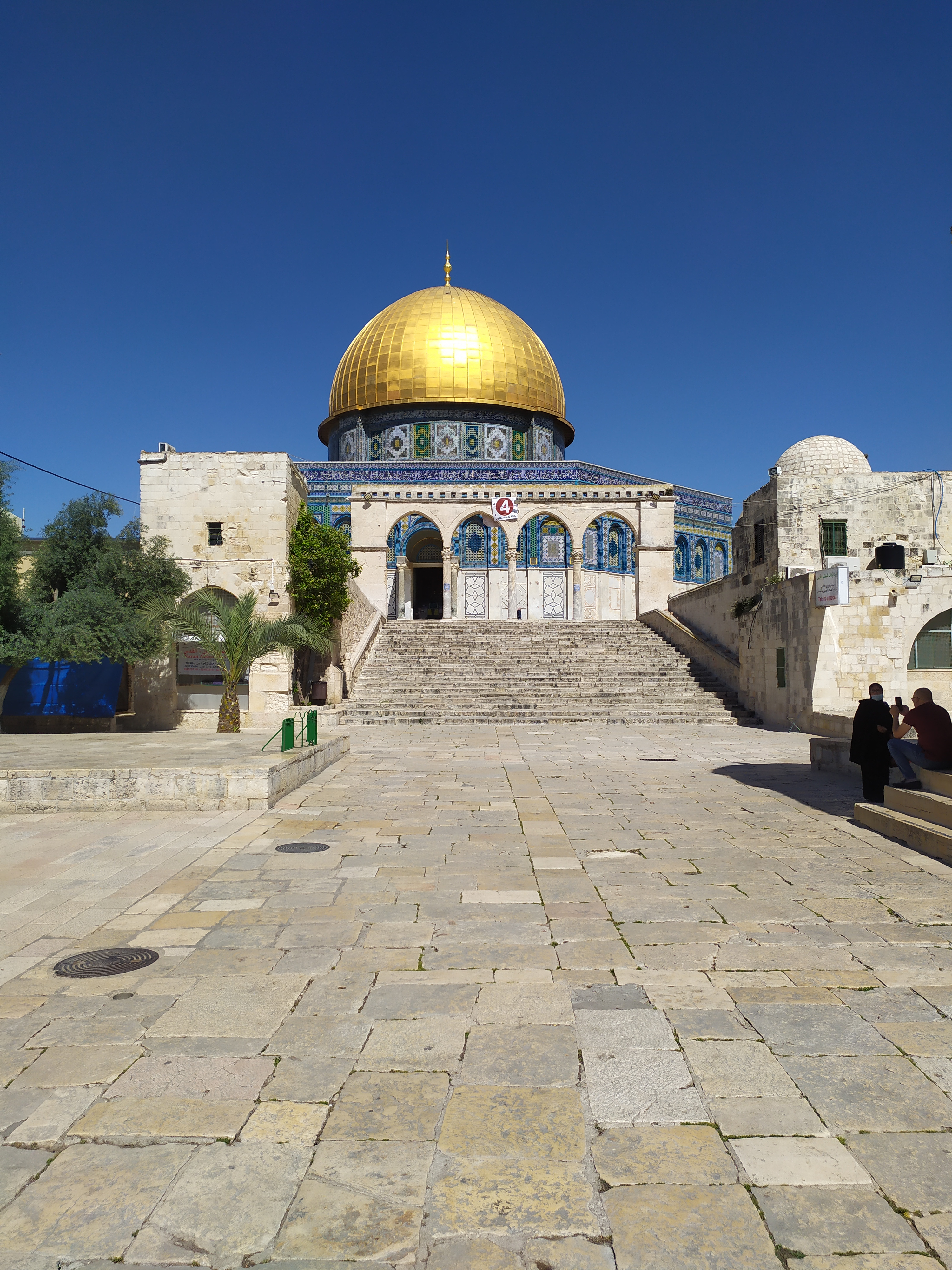
قبة الصخرة المشرفة في القدس

اتخذ بنو أمية مدينة دمشق عاصمة للعالم الإسلامي، وكانت السيادة الفنية في عصرهم للبيزنطيين والسوريين وغيرهم من رجال الفن والصناعة الذين أخذ عنهم العرب الفاتحون، وقام على أكتاف الجميع الطراز الأموي في الفن الإسلامي، وبذلك فهو طراز انتقال من الفنون المسيحية في الشرق الأدنى إلى الطراز العباسي، على أن هذا الطراز كان متأثراً إلى حد ما بالأساليب الفنية الساسانية التي كانت مزدهرة في الشرق الأدنى عند ظهور الإسلام.

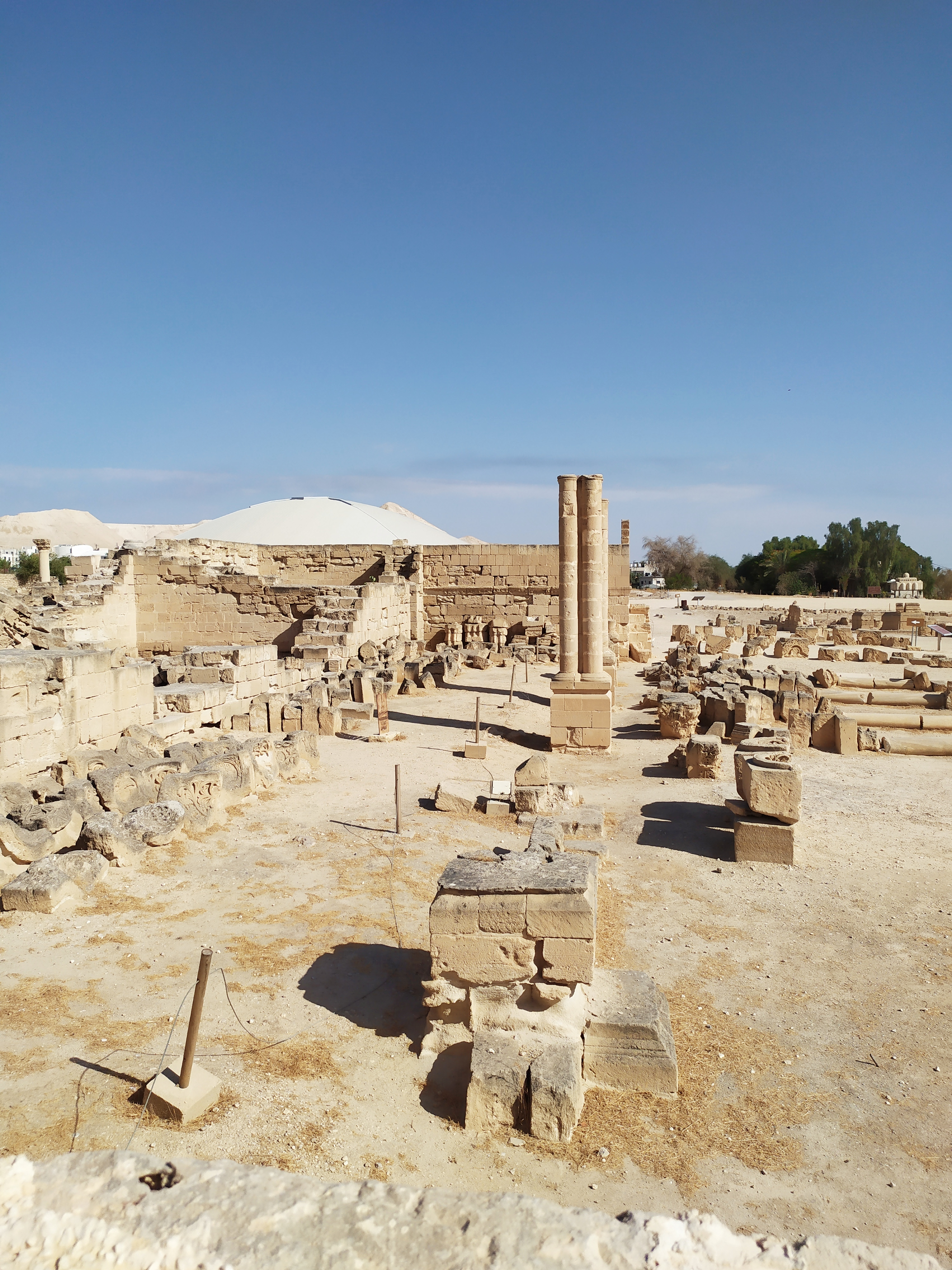
قصر هشام بن عبد الملك في أريحا بفلسطين

وهكذا كانت العناصر الزخرفية لهذا الطراز مزيجاً من جملة عناصر ورثها عن الفنون التي سبقته، فبينما تظهر فيه الدقة في رسم الزخارف النباتية والحيوانية، ومحاولة تمثيل الطبيعة وغير ذلك مما امتازت به الفنون البيزنطية، نجد تأثير الفن الساساني في الأشكال الدائرية الهندسية وبعض الموضوعات الزخرفية الأخرى كرسم الحيوانين المتقابلين أو المتدابرين تفصلهما شجرة الحياة المقدسة أو شجرة الخلد.
كان بناء المساجد والقصور من أهم المشاريع، بهدف نشر الإسلام وتوسيع الدولة. تميزت المساجد بتصاميم متنوعة وتطور نمطها لتشمل ساحات مغلقة وسقوف على أعمدة. من أقدم المباني الأموية قبة الصخرة التي بناها عبد الملك بن مروان بين عامي 688 و691م.

## معرض صور

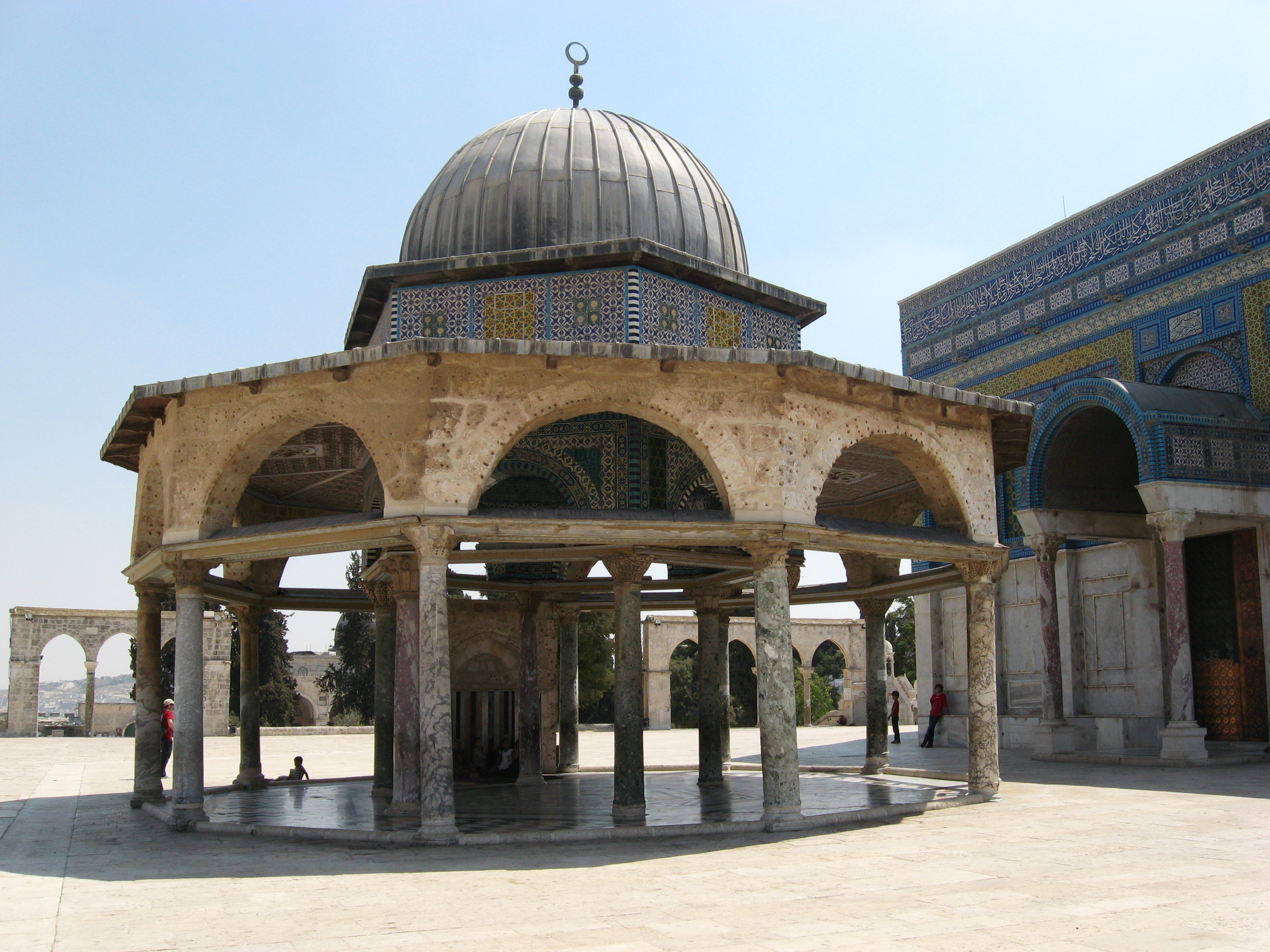
The قبة السلسلة بني عام 691
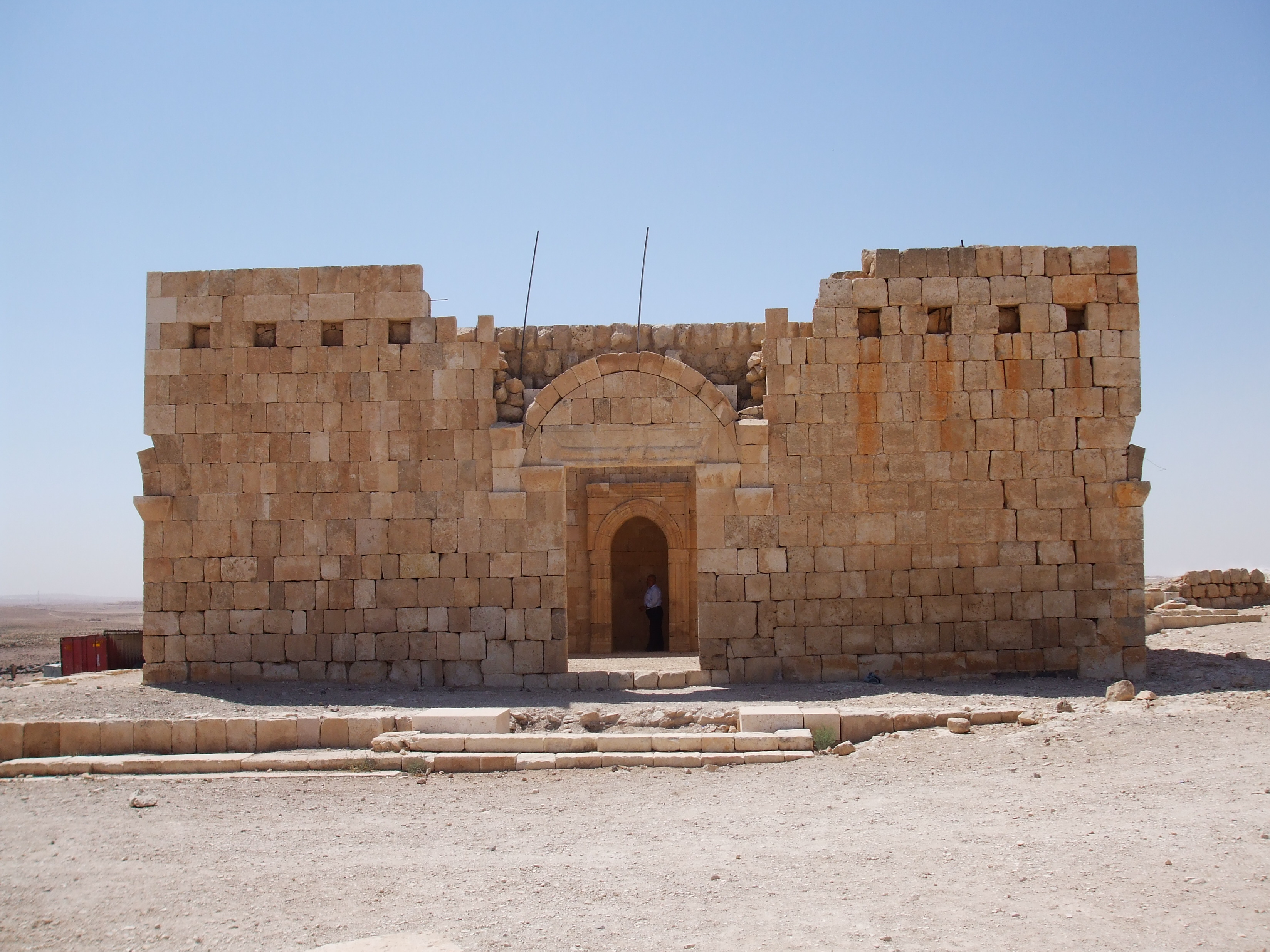
مسجد في قصر الحلابات
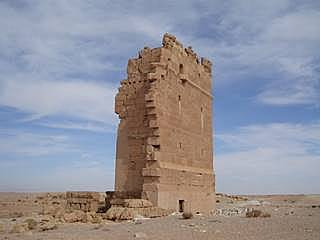
قصر الحير الغربي، قلعة بناها الخليفة هشام بن عبد الملك عام 727, مستوحاه من الطراز البيزنطي.
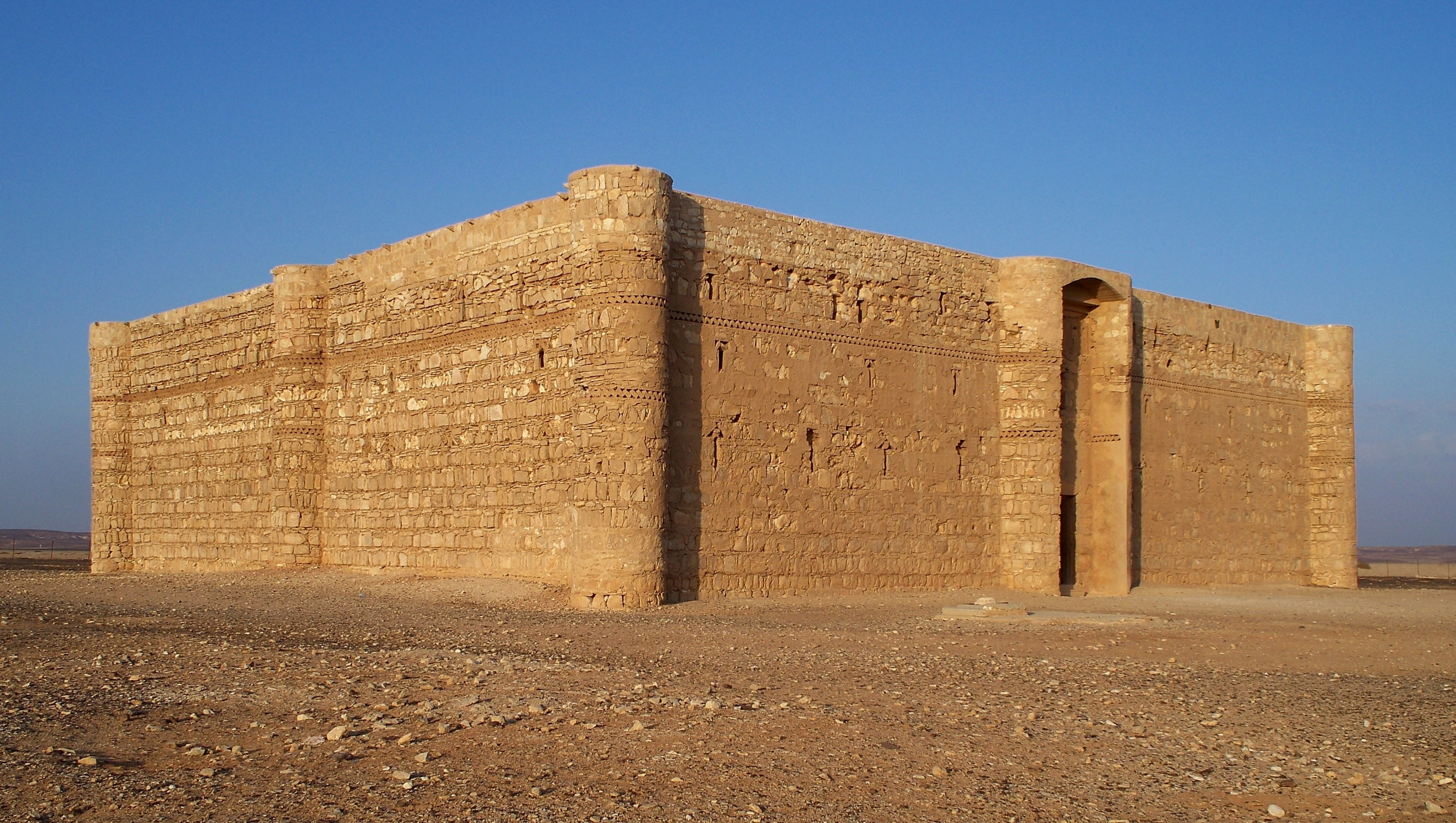
قصر الحرانة في الأردن
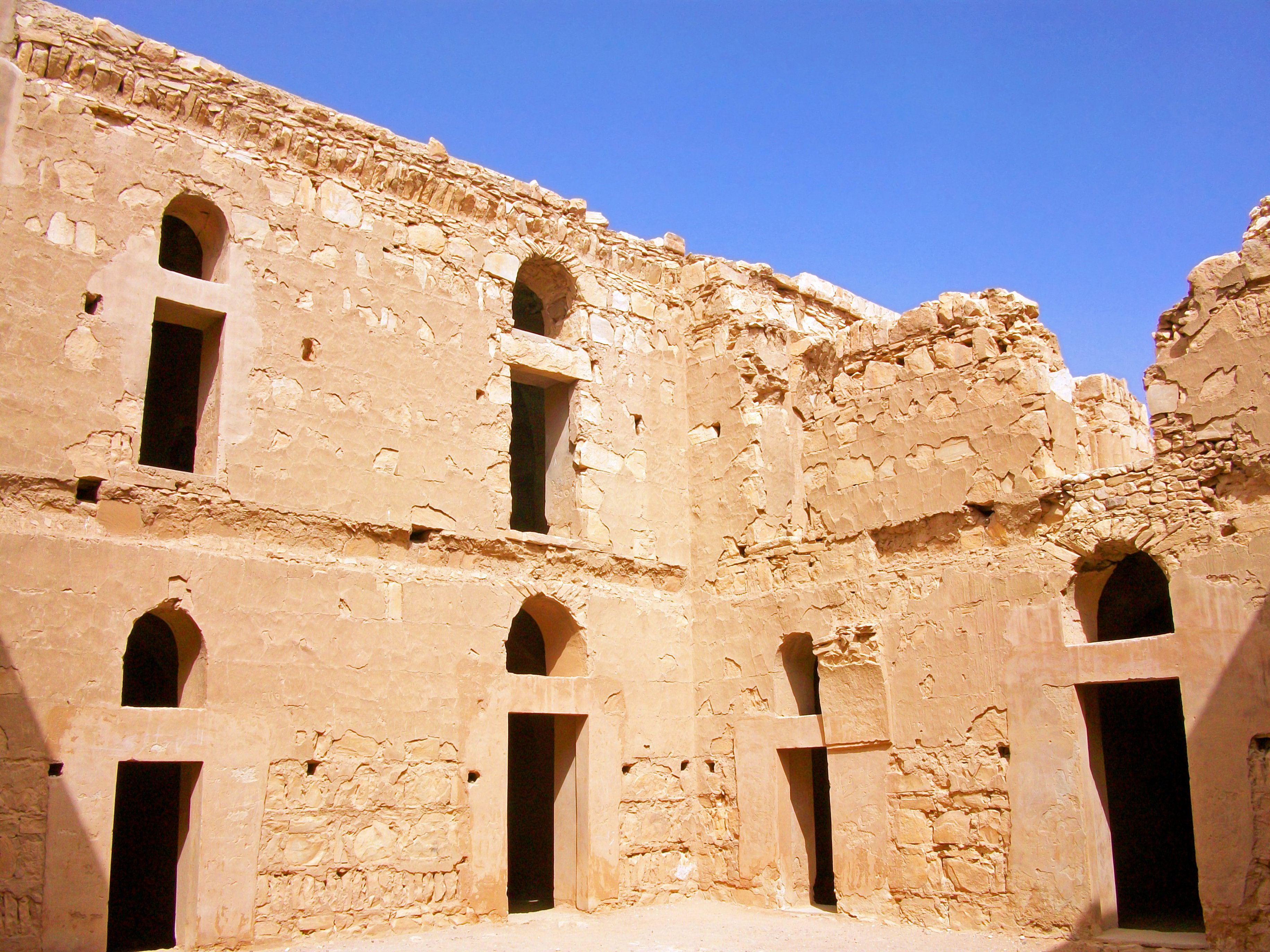
الطريق إلى قصر الحرانة
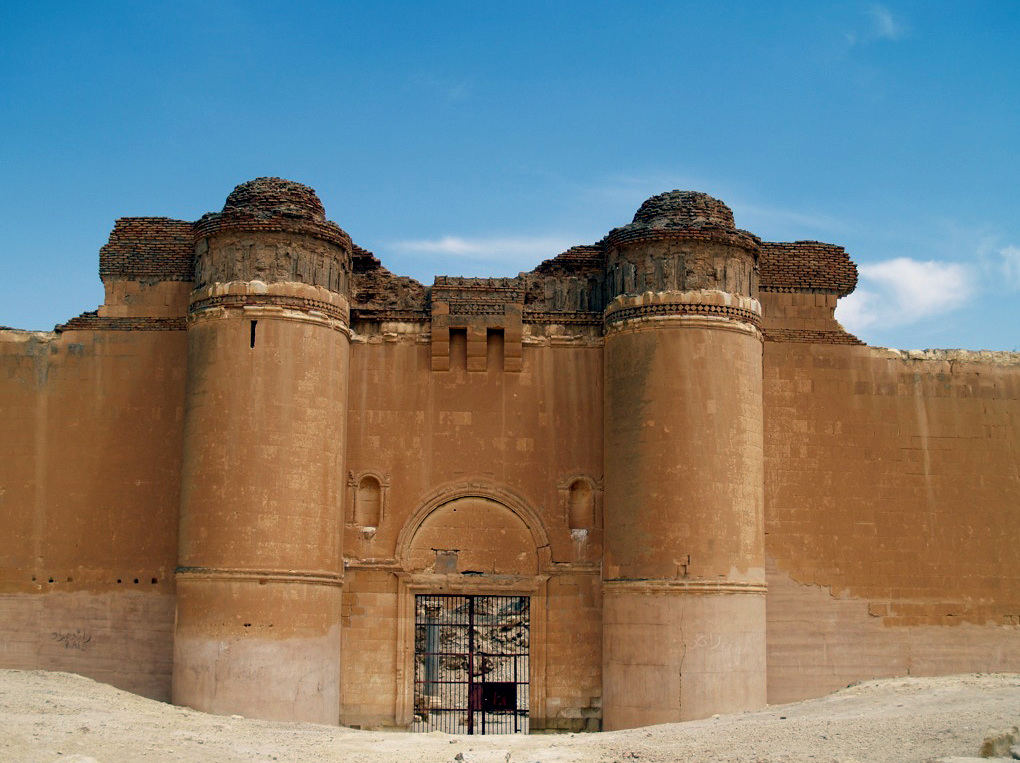
قصر الحير الشرقي في الصحراء السورية
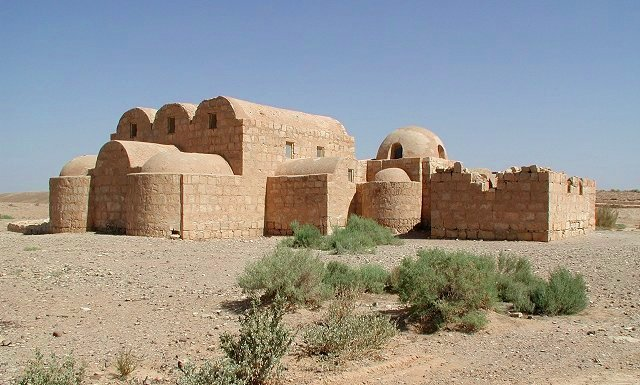
قصر عمرة في الأردن من الجنوب
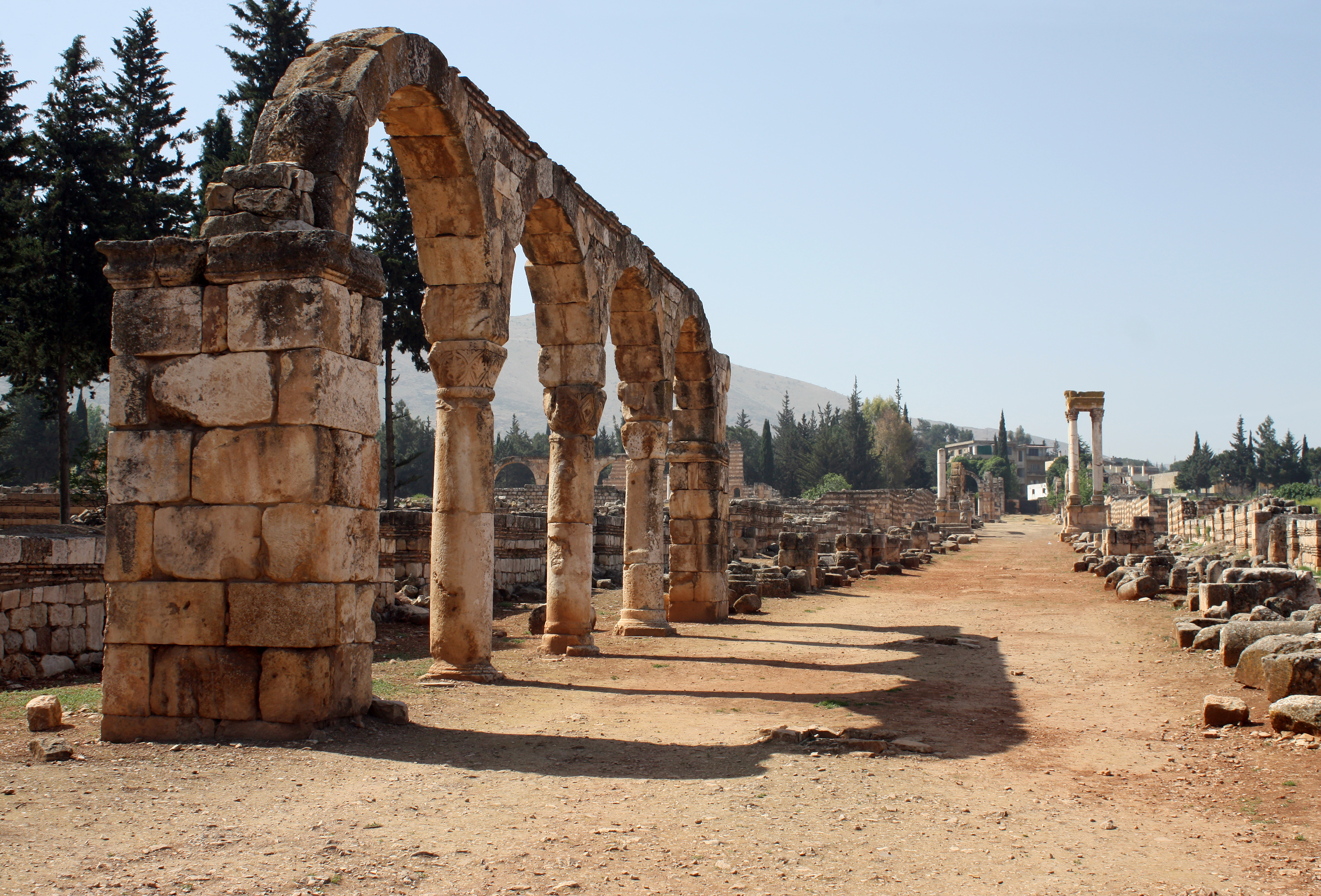
أطلال مدينة عنجر